# Temporada 1991-92 de los Utah Jazz
La temporada 1991-92 fue la decimoctava de los Jazz en la NBA, y la decimotercera en su ubicación en Salt Lake City, tras cinco temporadas en Nueva Orleans. La temporada regular acabó con 55 victorias y 27 derrotas, ocupando el segundo puesto de la Conferencia Oeste, clasificádose para los playoffs, en los que cayeron en las finales de conferencia ante Portland Trail Blazers.

## Elecciones en elDraft
| Ronda | Puesto | Jugador      | Posición | Nacionalidad   | Universidad   |
| ----- | ------ | ------------ | -------- | -------------- | ------------- |
| 1     | 21     | Eric Murdock | Base     | Estados Unidos | Providence    |
| 2     | 48     | Isaac Austin | Pívot    | Estados Unidos | Arizona State |

## Temporada regular
| División Medio Oeste   | División Medio Oeste | División Medio Oeste | División Medio Oeste | División Medio Oeste | División Medio Oeste | División Medio Oeste | División Medio Oeste | División Medio Oeste |
| Equipo                 | G                    | P                    | %                    | PD                   | Casa                 | Fuera                | Div                  |                      |
| ---------------------- | -------------------- | -------------------- | -------------------- | -------------------- | -------------------- | -------------------- | -------------------- | -------------------- |
| y-Utah Jazz            | 55                   | 27                   | .671                 | —                    | 37–4                 | 18–23                | 20–6                 |                      |
| x-San Antonio Spurs    | 47                   | 35                   | .573                 | 8                    | 31–10                | 16–25                | 18–8                 |                      |
| Houston Rockets        | 42                   | 40                   | .512                 | 13                   | 28–13                | 14–27                | 12–14                |                      |
| Denver Nuggets         | 24                   | 58                   | .293                 | 31                   | 18–23                | 6–35                 | 8–18                 |                      |
| Dallas Mavericks       | 22                   | 60                   | .268                 | 33                   | 15–26                | 7–34                 | 11–15                |                      |
| Minnesota Timberwolves | 15                   | 67                   | .183                 | 40                   | 9–32                 | 6–35                 | 9–17                 |                      |

## Playoffs

### Primera ronda
Utah Jazz vs. Los Angeles Clippers 
| Fecha       | Partido                                 | Ciudad         |
| ----------- | --------------------------------------- | -------------- |
| 24 de abril | Utah Jazz 115, Los Angeles Clippers 97  | Salt Lake City |
| 26 de abril | Utah Jazz 103, Los Angeles Clippers 92  | Salt Lake City |
| 28 de abril | Los Angeles Clippers 98, Utah Jazz 88   | Los Angeles    |
| 3 de mayo   | Los Angeles Clippers 115, Utah Jazz 107 | Los Angeles    |
| 4 de mayo   | Utah Jazz 98, Los Angeles Clippers 89   | Salt Lake City |
|             | Utah Jazz gana las series 3-2           |                |

### Semifinales de Conferencia
Utah Jazz vs. Seattle SuperSonics 
| Fecha      | Partido                                | Ciudad         |
| ---------- | -------------------------------------- | -------------- |
| 6 de mayo  | Utah Jazz 108, Seattle SuperSonics 100 | Salt Lake City |
| 8 de mayo  | Utah Jazz 103, Seattle SuperSonics 97  | Salt Lake City |
| 10 de mayo | Seattle SuperSonics 104, Utah Jazz 98  | Seattle        |
| 12 de mayo | Seattle SuperSonics 83, Utah Jazz 89   | Seattle        |
| 14 de mayo | Utah Jazz 111, Seattle SuperSonics 100 | Salt Lake City |
|            | Utah Jazz gana las series 4-1          |                |

### Finales de Conferencia
Portland Trail Blazers vs. Utah Jazz 
| Fecha      | Partido                                    | Ciudad         |
| ---------- | ------------------------------------------ | -------------- |
| 16 de mayo | Portland Trail Blazers 113, Utah Jazz 88   | Portland       |
| 19 de mayo | Portland Trail Blazers 119, Utah Jazz 102  | Portland       |
| 22 de mayo | Utah Jazz 97, Portland Trail Blazers 89    | Salt Lake City |
| 24 de mayo | Utah Jazz 121, Portland Trail Blazers 112  | Salt Lake City |
| 26 de mayo | Portland Trail Blazers 127, Utah Jazz 121  | Portland       |
| 28 de mayo | Utah Jazz 97, Portland Trail Blazers 105   | Salt Lake City |
|            | Portland Trail Blazers gana las series 4-2 |                |

## Estadísticas

### Temporada regular
| Rk | Jugador       | Edad | P  | PT | MP   | TC  | TCI  | %TC  | T3  | T3I | %T3  | TL  | TLI  | %TL   | RO  | RD  | RT   | AS   | RB  | TAP | BP  | FP  | PTS  |
| -- | ------------- | ---- | -- | -- | ---- | --- | ---- | ---- | --- | --- | ---- | --- | ---- | ----- | --- | --- | ---- | ---- | --- | --- | --- | --- | ---- |
| 1  | Karl Malone   | 28   | 81 | 81 | 37.7 | 9.9 | 18.7 | .526 | 0.0 | 0.2 | .176 | 8.3 | 10.7 | .778  | 2.8 | 8.4 | 11.2 | 3.0  | 1.3 | 0.6 | 3.1 | 2.8 | 28.0 |
| 2  | John Stockton | 29   | 82 | 82 | 36.6 | 5.5 | 11.5 | .482 | 1.0 | 2.5 | .407 | 3.8 | 4.5  | .842  | 0.8 | 2.5 | 3.3  | 13.7 | 3.0 | 0.3 | 3.5 | 2.9 | 15.8 |
| 3  | Jeff Malone   | 30   | 81 | 81 | 36.1 | 8.5 | 16.7 | .511 | 0.0 | 0.1 | .083 | 3.2 | 3.5  | .898  | 0.6 | 2.3 | 2.9  | 2.2  | 0.7 | 0.1 | 1.7 | 1.6 | 20.2 |
| 4  | Blue Edwards  | 26   | 81 | 81 | 28.2 | 5.3 | 10.2 | .522 | 0.5 | 1.3 | .379 | 1.4 | 1.8  | .774  | 1.1 | 2.6 | 3.7  | 1.7  | 1.0 | 0.6 | 1.5 | 2.9 | 12.6 |
| 5  | Tyrone Corbin | 29   | 69 | 1  | 27.0 | 3.6 | 7.1  | .504 | 0.0 | 0.0 | .000 | 1.9 | 2.1  | .878  | 2.0 | 3.8 | 5.8  | 1.6  | 1.0 | 0.2 | 1.0 | 2.3 | 9.0  |
| 6  | Thurl Bailey  | 30   | 13 | 0  | 25.2 | 3.0 | 7.8  | .386 | 0.0 | 0.1 | .000 | 3.4 | 4.2  | .800  | 1.8 | 4.2 | 6.0  | 1.5  | 0.4 | 1.2 | 1.6 | 2.4 | 9.4  |
| 7  | Mark Eaton    | 35   | 81 | 81 | 25.0 | 1.3 | 3.0  | .446 | 0.0 | 0.0 |      | 0.6 | 1.1  | .598  | 1.9 | 4.2 | 6.1  | 0.5  | 0.4 | 2.5 | 0.7 | 3.0 | 3.3  |
| 8  | Mike Brown    | 28   | 82 | 1  | 21.7 | 2.7 | 6.0  | .453 | 0.0 | 0.0 | .000 | 2.3 | 3.5  | .667  | 2.3 | 3.5 | 5.8  | 1.0  | 0.5 | 0.4 | 1.3 | 2.4 | 7.7  |
| 9  | David Benoit  | 23   | 77 | 2  | 15.1 | 2.3 | 4.9  | .467 | 0.0 | 0.2 | .214 | 1.1 | 1.3  | .810  | 1.4 | 2.5 | 3.8  | 0.4  | 0.2 | 0.6 | 0.9 | 1.6 | 5.6  |
| 10 | Eric Murdock  | 23   | 50 | 0  | 9.6  | 1.5 | 3.7  | .415 | 0.1 | 0.5 | .192 | 0.9 | 1.2  | .754  | 0.4 | 0.7 | 1.1  | 1.8  | 0.6 | 0.1 | 1.0 | 1.0 | 4.1  |
| 11 | Delaney Rudd  | 29   | 65 | 0  | 8.3  | 1.2 | 2.9  | .399 | 0.2 | 0.7 | .234 | 0.5 | 0.6  | .762  | 0.2 | 0.6 | 0.8  | 1.7  | 0.2 | 0.0 | 0.8 | 1.0 | 3.0  |
| 12 | Corey Crowder | 22   | 51 | 0  | 6.4  | 0.8 | 2.2  | .384 | 0.3 | 0.6 | .433 | 0.3 | 0.4  | .833  | 0.3 | 0.5 | 0.8  | 0.3  | 0.1 | 0.0 | 0.3 | 0.7 | 2.2  |
| 13 | Isaac Austin  | 22   | 31 | 0  | 3.6  | 0.7 | 1.5  | .457 | 0.0 | 0.0 |      | 0.6 | 1.0  | .633  | 0.4 | 0.8 | 1.1  | 0.2  | 0.1 | 0.1 | 0.3 | 0.6 | 2.0  |
| 14 | Bob Thornton  | 29   | 2  | 0  | 3.0  | 0.5 | 3.5  | .143 | 0.0 | 0.0 |      | 1.0 | 1.0  | 1.000 | 1.0 | 0.0 | 1.0  | 0.0  | 0.0 | 0.0 | 0.0 | 0.5 | 2.0  |

| Rk | Jugador       | Edad | P  | PT | MP   | TC  | TCI  | %TC  | T3  | T3I | %T3  | TL   | TLI  | %TL   | RO  | RD  | RT   | AS   | RB  | TAP | BP  | FP  | PTS  |
| -- | ------------- | ---- | -- | -- | ---- | --- | ---- | ---- | --- | --- | ---- | ---- | ---- | ----- | --- | --- | ---- | ---- | --- | --- | --- | --- | ---- |
| 1  | Karl Malone   | 28   | 16 | 16 | 43.0 | 9.3 | 17.8 | .521 | 0.0 | 0.1 | .000 | 10.6 | 13.1 | .805  | 2.7 | 8.6 | 11.3 | 2.6  | 1.4 | 1.2 | 2.9 | 3.6 | 29.1 |
| 2  | John Stockton | 29   | 16 | 16 | 38.9 | 4.8 | 11.4 | .423 | 1.1 | 3.6 | .310 | 4.1  | 4.9  | .833  | 0.6 | 2.3 | 2.9  | 13.6 | 2.1 | 0.3 | 3.6 | 2.4 | 14.8 |
| 3  | Jeff Malone   | 30   | 16 | 16 | 38.1 | 8.4 | 17.2 | .487 | 0.1 | 0.2 | .333 | 3.9  | 4.5  | .861  | 0.8 | 1.7 | 2.4  | 1.9  | 0.5 | 0.1 | 1.6 | 2.1 | 20.7 |
| 4  | Mark Eaton    | 35   | 16 | 16 | 29.6 | 1.6 | 2.9  | .565 | 0.0 | 0.0 |      | 1.3  | 1.7  | .778  | 1.9 | 3.8 | 5.6  | 0.3  | 0.4 | 2.3 | 0.7 | 2.9 | 4.6  |
| 5  | Tyrone Corbin | 29   | 16 | 0  | 27.9 | 4.3 | 8.6  | .504 | 0.0 | 0.1 | .000 | 2.6  | 3.4  | .778  | 2.4 | 3.1 | 5.5  | 1.1  | 0.8 | 0.2 | 1.1 | 2.8 | 11.3 |
| 6  | Blue Edwards  | 26   | 16 | 7  | 22.1 | 3.3 | 6.9  | .468 | 0.1 | 0.6 | .200 | 1.4  | 2.0  | .719  | 1.4 | 1.8 | 3.2  | 1.1  | 1.4 | 0.2 | 1.6 | 2.8 | 8.1  |
| 7  | David Benoit  | 23   | 13 | 9  | 19.8 | 2.8 | 6.5  | .429 | 0.5 | 1.0 | .462 | 0.8  | 0.8  | 1.000 | 1.4 | 2.5 | 3.8  | 0.5  | 0.5 | 0.4 | 0.8 | 2.3 | 6.8  |
| 8  | Mike Brown    | 28   | 16 | 0  | 17.1 | 1.9 | 4.7  | .400 | 0.0 | 0.0 |      | 2.0  | 2.6  | .780  | 1.4 | 2.7 | 4.1  | 0.7  | 0.1 | 0.1 | 1.0 | 2.7 | 5.8  |
| 9  | Delaney Rudd  | 29   | 10 | 0  | 8.4  | 1.0 | 2.1  | .476 | 0.2 | 0.7 | .286 | 0.3  | 0.4  | .750  | 0.0 | 0.4 | 0.4  | 1.9  | 0.3 | 0.0 | 0.4 | 1.1 | 2.5  |
| 10 | Bob Thornton  | 29   | 7  | 0  | 4.6  | 0.3 | 0.7  | .400 | 0.0 | 0.0 |      | 0.4  | 0.6  | .750  | 0.6 | 0.7 | 1.3  | 0.1  | 0.0 | 0.0 | 0.1 | 0.4 | 1.0  |
| 11 | Eric Murdock  | 23   | 3  | 0  | 3.7  | 1.0 | 1.7  | .600 | 0.0 | 0.3 | .000 | 0.7  | 0.7  | 1.000 | 0.0 | 1.0 | 1.0  | 0.3  | 0.3 | 0.3 | 1.0 | 0.3 | 2.7  |
| 12 | Corey Crowder | 22   | 4  | 0  | 3.0  | 1.3 | 2.3  | .556 | 0.0 | 0.5 | .000 | 0.0  | 0.3  | .000  | 0.3 | 0.3 | 0.5  | 0.3  | 0.3 | 0.0 | 0.5 | 0.3 | 2.5  |

## Galardones y récords
| Jugador       | Galardón                                                                     |
| Karl Malone   | Mejor quinteto de la NBA All-Star                                            |
| John Stockton | 2.º Mejor quinteto de la NBA 2.º Mejor quinteto defensivo de la NBA All-Star |